# Піддубівська сільська рада
Підду́бівська сільська́ ра́да — адміністративно-територіальна одиниця та орган місцевого самоврядування у Прилуцькому районі Чернігівської області. Адміністративний центр — село Піддубівка.

## Загальні відомості
Піддубівська сільська рада утворена у 1918 році.
- Територія ради: 39,876 км²
- Населення ради: 272 особи (станом на 2001 рік)

У 2019 р. Піддубівська сільрада разом ще з 18 сільськими радами (54 нас. пункта) об'єдналися у Сухополов’янську сільську об’єднану територіальну громаду, головою якої було обрано Дениса Росовського. 

## Населені пункти
Сільській раді підпорядковані населені пункти:
- с. Піддубівка
- с. Пологи
- с. Тарасівка

## Склад ради
Рада складається з 12 депутатів та голови.
- Голова ради: Федоренко Василина Михайлівна
- Секретар ради: Озірна Віра Миколаївна

### Керівний склад попередніх скликань
| Прізвище, ім'я, по батькові   | Основні відомості                                               | Дата обрання | Дата звільнення |
| ----------------------------- | --------------------------------------------------------------- | ------------ | --------------- |
| Харченко Любов Василівна      | Сільський голова, 1959 року народження                          | 26.03.2006   | 31.10.2010      |
| Федоренко Василина Михайлівна | Сільський голова, 1969 року народження, освіта середня загальна | 31.10.2010   |                 |

Примітка: таблиця складена за даними сайту Верховної Ради України

### Депутати
За результатами місцевих виборів 2010 року депутатами ради стали:

#### За суб'єктами висування
| Суб'єкт висування               | Кількість обраних депутатів | %    |
| ------------------------------- | --------------------------- | ---- |
| Самовисування                   | 7                           | 58,3 |
| Соціалістична партія України    | 3                           | 25   |
| Політична партія «Сила і честь» | 2                           | 16,7 |

#### За округами
| № округу                        | Прізвище, ім'я, по батькові      | Дата визнання обраним | Освіта             | Партійна приналежність                | Відомості про обраного депутата                           |
| ------------------------------- | -------------------------------- | --------------------- | ------------------ | ------------------------------------- | --------------------------------------------------------- |
| Політична партія «Сила і Честь» |                                  |                       |                    |                                       |                                                           |
| 2                               | Матійко Антоніна Борисівна       | 01.11.2010            | середня спеціальна | член Політичної партії «Сила і Честь» | Піддубівськасільськарада, головнийбухгалтер               |
| 3                               | Озірна Віра Миколаївна           | 01.11.2010            | середня спеціальна | член Політичної партії «Сила і Честь» | Піддубівська сільська рада, секретар                      |
| Соціалістична партія України    |                                  |                       |                    |                                       |                                                           |
| 1                               | Мальована Марія Василівна        | 01.11.2010            | середня            | член Соціалістичної партії України    | пенсіонер                                                 |
| 7                               | Коробка Петро Васильович         | 01.11.2010            | середня спеціальна | член Соціалістичної партії України    | пенсіонер                                                 |
| 8                               | Гримашевич Олексій Олександрович | 01.11.2010            | середня            | член Соціалістичної партії України    | ДП «Нафком-Агро» смт Мала Дівиця, тракторист              |
| Самовисування                   |                                  |                       |                    |                                       |                                                           |
| 4                               | Виниченко Людмила Миколаївна     | 01.11.2010            | середня            | позапартійна                          | Піддубівський фельдшерський пункт, молодша медична сестра |
| 5                               | Гринченко Петро Денисович        | 01.11.2010            | середня            | позапартійний                         | тимчасово не працює                                       |
| 6                               | Ярошенко Петро Григорович        | 01.11.2010            | середня            | член Соціалістичної партії України    | ТОВ «Агрікор-Холдинг», охоронець                          |
| 9                               | Приходько Володимир Петрович     | 01.11.2010            | середня спеціальна | позапартійний                         | ТОВ"Крок-УкрЗаліз-Буд" с. Мазки, ветфельшер               |
| 10                              | Лисогор Павло Григорович         | 01.11.2010            | середня            | позапартійний                         | ТОВ «Агрікор-Холдинг», тваринник                          |
| 11                              | Приходько Віталій Петрович       | 01.11.2010            | середня            | позапартійний                         | ПП «Риск» с. Турівка, Київської області, тракторист       |
| 12                              | Коробка Василь Миколайович       | 01.11.2010            | середня спеціальна | позапартійний                         | тимчасово не працює                                       |